# Gare de Lembeek
Ne doit pas être confondu avec gare de Lembeke.
La gare de Lembeek ou gare de Lembecq est une gare ferroviaire belge de la ligne 96, de Bruxelles-Midi à Quévy (frontière), située à Lembeek section de la ville de Hal dans la province du Brabant flamand en région flamande.
Elle est mise en service en 1840 par l'administration des chemins de fer de l'État belge. C'est un point d'arrêt non géré de la Société nationale des chemins de fer belges (SNCB), desservi par des trains de la ligne S2 du RER bruxellois.

## Situation ferroviaire
Établie à 40 m d'altitude, la gare de Lembeek est située au point kilométrique (PK) 15,758 de la ligne 96, de Bruxelles-Midi à Quévy (frontière), entre les gares ouvertes de Hal et de Tubize.
L'arrêt dispose de deux quais qui permettent la desserte par les deux voies de la ligne 96. Il est traversé par le viaduc de la LGV 1 de Hal à la frontière française.

## Historique

### Histoire
La station de Lembecq est mise en service le 18 mai 1840 par l'administration des chemins de fer de l'État belge, lorsqu'elle ouvre à l'exploitation la section de Bruxelles à Tubize. La station est établie sur la commune de « Lembeck » qui compte 2 300 habitants.
Le 18 juin 1862 dans la salle d'attente de la gare de Bruxelles-Nord a lieu l'adjudication publique du nouveau bâtiment des recettes, de trottoirs (quais), d'un auvent (marquise) et d'un pavillon pour les sanitaires. Comme à Hennuyères, il s'agit d'un bâtiment de gare "à pignons à redents" correspondant au premier type de gare construit en de nombreux exemplaires sur le réseau de l’État belge.
Le 23 mai 1993, la gare perd son guichet, la vente des titres de transport est supprimée.
En 1994, afin de permettre la construction de la LGV 1, de Hal à la frontière française et de la ligne 96N entre Hal et Bruxelles-Midi, le bâtiment de la gare de Lembeek est rasé, les voies sont déplacées et une rampe menant au viaduc de Lembeek est construite.

### Nom de la gare
L'écriture du nom de la gare évolue dans le temps : en 1840 « Lembecq » ou « Lembeck » ; en 1882, « Lembecq » devient « Lembecq-lez-Hal » pour éviter les confusions avec « Lembeke » qui devient « Lembeke-lez-Eecloo » ; en 1910, « Lembecq-lez-Hal/Lembeek-bij-Halle », avant de n'utiliser que le nom néerlandais « Lembeek (Halle) » ; vers 1950 devient « Lembeek ».

## Service des voyageurs

### Accueil
Halte SNCB, c'est un point d'arrêt non géré (PANG) à accès libre.
Un souterrain permet la traversée des voies et le passage d'un quai à l'autre.

### Desserte
Lembeek est desservie par des trains Suburbains (S) de la SNCB, qui effectuent des missions sur la ligne commerciale 96, Bruxelles - Quévy (voir brochures SNCB).
Elle est une des stations de la ligne S2 du RER bruxellois qui relie Braine-le-Comte à Louvain.
Les jours ouvrables ainsi que le samedi, elle est desservie par deux trains par heure. Les dimanches et jours fériés, la desserte est d'un seul train par heure.

### Intermodalité
Un parc pour les vélos et un parking pour les véhicules y sont aménagés.

## Comptage voyageurs
Ce graphique et tableau montre le nombre de voyageurs embarquant en moyenne durant la semaine, le samedi et le dimanche.
| Nombre de passagers qui embarquent à la gare de Lembeek | Nombre de passagers qui embarquent à la gare de Lembeek | Nombre de passagers qui embarquent à la gare de Lembeek | Nombre de passagers qui embarquent à la gare de Lembeek |
|                                                         | Semaine                                                 | Samedi                                                  | Dimanche                                                |
| ------------------------------------------------------- | ------------------------------------------------------- | ------------------------------------------------------- | ------------------------------------------------------- |
| 1977                                                    | 732                                                     | 199                                                     | 152                                                     |
| 1978                                                    | 709                                                     | 172                                                     | 118                                                     |
| 1979                                                    | 642                                                     | 244                                                     | 88                                                      |
| 1980                                                    | 465                                                     | 215                                                     | 192                                                     |
| 1981                                                    | 496                                                     | 196                                                     | 162                                                     |
| 1982                                                    | 400                                                     | 171                                                     | 104                                                     |
| 1983                                                    | 417                                                     | 154                                                     | 73                                                      |
| 1984                                                    | 353                                                     | -                                                       | -                                                       |
| 1985                                                    | 280                                                     | -                                                       | -                                                       |
| 1986                                                    | 285                                                     | -                                                       | -                                                       |
| 1987                                                    | 288                                                     | -                                                       | -                                                       |
| 1988                                                    | 260                                                     | 42                                                      | 39                                                      |
| 1989                                                    | 288                                                     | 54                                                      | 34                                                      |
| 1990                                                    | 242                                                     | 54                                                      | 46                                                      |
| 1991                                                    | 284                                                     | 92                                                      | 48                                                      |
| 1992                                                    | 281                                                     | 71                                                      | 51                                                      |
| 1993                                                    | 267                                                     | 59                                                      | 39                                                      |
| 1994                                                    | 283                                                     | 81                                                      | 49                                                      |
| 1995                                                    | 295                                                     | 49                                                      | 43                                                      |
| 1996                                                    | 255                                                     | 73                                                      | 41                                                      |
| 1997                                                    | 263                                                     | 62                                                      | 53                                                      |
| 1998                                                    | 317                                                     | 72                                                      | 44                                                      |
| 1999                                                    | 275                                                     | 97                                                      | 65                                                      |
| 2000                                                    | 310                                                     | 74                                                      | 72                                                      |
| 2001                                                    | 348                                                     | 118                                                     | 50                                                      |
| 2002                                                    | 345                                                     | 94                                                      | 81                                                      |
| 2003                                                    | 294                                                     | 76                                                      | 94                                                      |
| 2004                                                    | 344                                                     | 117                                                     | 82                                                      |
| 2005                                                    | 332                                                     | 110                                                     | 71                                                      |
| 2006                                                    | 438                                                     | 127                                                     | 100                                                     |
| 2007                                                    | 401                                                     | 98                                                      | 66                                                      |
| 2008                                                    | -                                                       | -                                                       | -                                                       |
| 2009                                                    | 509                                                     | 108                                                     | 77                                                      |
| 2010                                                    | -                                                       | -                                                       | -                                                       |
| 2011                                                    | -                                                       | -                                                       | -                                                       |
| 2012                                                    | 475                                                     | 85                                                      | 105                                                     |
| 2013                                                    | 462                                                     | 96                                                      | 97                                                      |
| 2014                                                    | 545                                                     | 111                                                     | 119                                                     |
| 2015                                                    | 524                                                     | 75                                                      | 74                                                      |
| 2016                                                    | 554                                                     | 124                                                     | 88                                                      |
| 2017                                                    | 658                                                     | 90                                                      | 73                                                      |
| 2018                                                    | 596                                                     | 86                                                      | 99                                                      |
| 2019                                                    | 601                                                     | 201                                                     | 133                                                     |
| 2020                                                    | 485                                                     | 175                                                     | 95                                                      |
| 2021                                                    | -                                                       | -                                                       | -                                                       |
| 2022                                                    | 927                                                     | 388                                                     | 215                                                     |
| 2023                                                    | 1 100                                                   | 423                                                     | 216                                                     |
| 2024                                                    | 1 031                                                   | 462                                                     | 318                                                     |